# Шестеро поза законом
Шестеро поза законом (англ. Six Underground, «Шість футів під землею») — американський бойовик режисера Майкла Бея. У фільми знімалися Раян Рейнольдс, Мелані Лоран, Дейв Франко, Мануель Гарсія-Рулфо, Адріа Арджона, Корі Гокінс і Бен Гарді..
Вийшов 13 грудня 2019 рік на стрім-каналі Netflix та в обмеженій кількості кінотеатрів.

## Синопсис
Американський мільярдер, що заробив статок на винаході надпотужних неодимових магнітів, стає свідком жорстокого придушення народних протестів у вигаданій близькосхідній країні Тургистан. Диктатор Тургистана Ровач Алімов застосовує проти власних громадян бойову авіацію і хімічну зброю. Світова спільнота дивиться на ці злочини крізь пальці. Герой фільму вирішує допомогти народу Тургистана позбутись диктатора і його прихильників. Він збирає групу найманців, відомих один одному виключно за номерами: «Один» — сам мільярдер, «Два» — шпигун, «Три» — кілер, «Чотири» — паркур-бігун, «П'ять» — лікар і «Шість» — водій (звідси походить назва фільму «Шестеро поза законом» (англ. Six Underground)).
Під час своєї першої місії у Флоренції загін вбиває адвоката Алімова і, вийнявши його око, отримує доступ до смартфону. Під час перестрілки з мафією гине водій. Натомість «Перший» завербовує колишнього снайпера Delta Force і включає його до групи під номером «Сім». Наступне завдання групи: організувати державний переворот у Тургистані. Загін планує вбити Ровача Алімова, якого має замінити його брат — Мурат, що має прогресивні погляди.
Команда знаходить підлеглих Алімова, що прибули у Лас-Вегасі із завданням отримати від торгівця нелегальною зброєю дві тони отруйного газу зарин. Шістка знищує посланців та дізнається від них, що Мурата утримують в Гонконзі під охороною місцевої мафії (перед смертю підлеглі Алімова лаються російською). Команда звільняє Мурата і він погоджується співпрацювати з шісткою.
Після низки пригод, група захоплює Ровача Алімова і відвозить його у табір тургистанських біженців. Розлючений натовп шматує колишнього диктатора. Новим президентом Тургистану стає Мурат, а група розлучається до чергової справи.

## У ролях
- Раян Рейнольдс — Перший
- Корі Гокінс — Сьомий
- Мануель Гарсіа-Рульфо — Третій
- Дейв Франко — Шостий
- Адріа Архона — П'ята
- Бен Гарді — Четвертий
- Мелані Лоран — Друга
- Ліор Раз — Ровач Алімов
- Пейман Мааді — Мурат Алімов
- Майкл Бей — репортер (в титрах не зазначений)

## Виробництво
Зйомки фільму почалися 30 липня 2018 року в Лос-Анджелесі, Італії (Флоренція, Рим, Фраскаті, Сієна і Таранто) та Арабських Еміратах (Аль-Айн, Абу-Дабі, Оазис Ліва, Рас-Аль-Хайма і Шарджа).